# طارد الأرواح الأخير الجزء الثاني
طارد الأرواح الأخير الجزء الثاني (بالإنجليزية: The Last Exorcism Part II)‏ فيلم أمريكي تم إنتاجه سنة 2013.

## وصلات خارجية
- طارد الأرواح الأخير الجزء الثاني على موقع IMDb (الإنجليزية)
- طارد الأرواح الأخير الجزء الثاني على موقع ميتاكريتيك (الإنجليزية)
- طارد الأرواح الأخير الجزء الثاني على موقع روتن توميتوز (الإنجليزية)
- طارد الأرواح الأخير الجزء الثاني على موقع قاعدة بيانات الأفلام العربية
- طارد الأرواح الأخير الجزء الثاني على موقع ألو سيني (الفرنسية)
- طارد الأرواح الأخير الجزء الثاني على موقع أول موفي (الإنجليزية)
- طارد الأرواح الأخير الجزء الثاني على موقع بوكس أوفيس موجو (الإنجليزية)
- طارد الأرواح الأخير الجزء الثاني على موقع قاعدة بيانات الفيلم (الإنجليزية)
- طارد الأرواح الأخير الجزء الثاني على موقع ليتربوكسد (الإنجليزية)
- طارد الأرواح الأخير الجزء الثاني على موقع كينوبويسك (الروسية)